# Die Rettungsflieger/Staffel 11
Die elfte Staffel der deutschen Notfall- und Rettungsserie Die Rettungsflieger ist die letzte Staffel der Fernsehserie.

## Hintergrund
Bereits vor der Erstausstrahlung der Premierenfolge im TV, welche im ZDF am 11. April 2007 Premiere feierte, wurde die neue Folge schon am 10. April 2007 in der Mediathek des Senders veröffentlicht. Das Staffel- und Serien-Finale wurde am 11. Juli 2007 gesendet.
Die dreizehn Episoden der elften Staffel wurden am mittwöchlichen Vorabend auf dem 19:25-Uhr-Sendeplatz erstausgestrahlt und werden seit der Einstellung der Fernsehserie im Jahr 2007 regelmäßig im Nachmittagsprogramm von ZDF und Nachmittags- und Vorabendprogramm von ZDFneo wiederholt.

## Darsteller
| Rollenname       | Dienstgrad      | Beruf             | Schauspieler   |
| ---------------- | --------------- | ----------------- | -------------- |
| Jan Wollcke      | Stabsfeldwebel  | Bordtechniker     | Oliver Hörner  |
| Sabine Petersen  | Oberstabsarzt   | Notärztin         | Marlene Marlow |
| Jens Blank       | Hauptmann/Major | Pilot             | Nicolas König  |
| Johannes Storkow | Oberfeldwebel   | Rettungsassistent | Patrick Wolff  |

## Episoden
| Nr. (ges.) | Nr. (St.) | Originaltitel          | Erstausstrahlung D | Regie             |
| --- | --------- | ---------------------- | ------------------ | ----------------- |
| 96 | 1         | Ein großer Tag         | 11. Apr. 2007      | Thomas Nikel      |
| Das Team der Rettungsflieger wird zu einem Tennisplatz gerufen: Dort ist Oberstleutnant a. D. Karl Rottenburg zusammengebrochen, doch er will sich von Oberstabsarzt Dr. Sabine Petersen nicht behandeln lassen. Erst als Pilot Hauptmann Jens Blank mit dem alten Flieger ein ernstes Wort spricht lässt er sich behandeln. Wenig später taucht Oberst Kommodore Ralph Brandt im Rettungszentrum mit dem General auf. Das Team ist überrascht als Jens Blank, der soeben zum Major befördert wurde, auf diese Beförderung gar nicht freudig reagiert. Er möchte den aktiven Flugdienst nicht verlassen, doch diese Einstellung führt zu Streit mit seiner Lebensgefährtin Juliane Dammeier. Gastdarsteller: Claudia Rieschel als Sylvia Cordes, Gernot Endemann als Karl Rottenburg, Thomas Huber als Berndt Schutzka, Silvina Buchbauer als Juliane Dammeier, Max Engelke als Markus Rottenburg, Jürgen Mai als Max Fehlauer, Philipp Quest als Pascal, Dirk Laasch als Berber, Stephan Szász als Arno Gehrkens, Annette Mayer als Dr. Schanz |           |                        |                    |                   |
| 97 | 2         | Muttersorgen           | 18. Apr. 2007      | Thomas Nikel      |
| Die Rettungsflieger werden zu einem älteren Mann gerufen, der während des Joggens mit seiner deutlich jüngeren Frau zusammengebrochen ist. Als Oberstabsarzt Dr. Sabine Petersen und Oberfeldwebel Johannes von Storkow sich um den Patienten kümmern bittet die Frau des Verletzten die Rettungsassistenten des SAR 71 um eine besondere Betreuung für ihren Mann. Der nächste Einsatz führt die Crew zu einem jungen Paar, welches gerade das erste gemeinsame Kind erwartet, doch auf dem Weg in die Klinik kommt es zu einem Unfall. Die spontan einsetzende Geburt und die Sorge um ihren Mann machen der Frau schwer zu schaffen, sodass sie sogar das Kind ablehnen will. Mit vereinten Kräften müssen die Retter vom SAR 71 die Situation retten. Wenig später werden die Retter zu einem Einsatz in einer Hochhaussiedlung gerufen: Eine stark übergewichtige Frau hat einen Herzinfarkt erlitten und muss nun mittels Kran der Feuerwehr und Großraumrettungswagen in die Klinik gebracht werden. Doch der Sohn der Frau will eine Bloßstellung seiner Mutter verhindern und verweigert diesen Transport. Jens Blank und Sabine Petersen müssen gemeinsam die Situation meistern und den Jungen, der bereits jegliche Hoffnung auf seinen Traumberuf, Pilot, aufgegeben hat, motivieren. Gastdarsteller: Georg Gess als Dr. Weiss, Günter Barton als Jürgen Biese, Klaus Dittmann als Bauer Heinrich, Claudia Löhr als Gesine, Yvonne Woelke als Zsa-Zsa, Annette Mayer als Dr. Schanz, Ina Köster als Dr. Gutzke, Sebastian Kraft als Dr. Weiland, Jonas Friedebom als David |           |                        |                    |                   |
| 98 | 3         | Mitten im Leben        | 25. Apr. 2007      | Thomas Nikel      |
| Die junge Martina, bei der kürzlich Diabetes diagnostiziert wurde stürzt beim Joggen und verletzt sich schwer. Sie schickt ihren Hund Percy los um Hilfe zu holen, doch dieser sorgt für einen Fahrradunfall, bei dem ein kleines Mädchen verletzt wird. Der SAR 71 wird zu dem Fahrradunfall gerufen, doch von der jungen Martina ahnt die Crew noch nichts. Als jedoch wenig später der Freund der verunglückten Martina vom verunglückten Hund seiner Freundin erfährt meldet er auch seine Lebensgefährtin als vermisst. Die Rettungsflieger starten zu einem search-and-rescue-Einsatz und es gelingt ihnen die junge Frau zu finden. Währenddessen planen Madeleine Descartes und Jan Wollcke einen Hauskauf und Jens Blank und Juliane Dammeier verbringen eine gemeinsame Nacht im Rettungszentrum, welche jedoch nicht unentdeckt bleibt. Dr. Sabine Petersen stellt Juliane Dammeier zur Rede und Jens Blank lässt seine Lebensgefährtin in dieser Situation im Stich. Wenig später wird das Team zu einem schweren Unfall gerufen: Der Schal der 14-jährigen Lea hat sich in der Tür des Autos ihres Vaters verfangen und dieser war losgefahren. Die Retter müssen schnell reagieren und kurze Zeit später noch einen handfesten Familienstreit klären. Gastdarsteller: Mathias Herrmann als Michael Helmcke, Wanda Perdelwitz als Marina, Philipp Rafferty als Dennis, Silvina Buchbauer als Juliane Dammeier, Annette Mayer als Dr. Schanz, Marion Elskis als Gabriele Mertens, Alexander Geringas als Axel Brückner, Iris Mareike Steen als Lara Helmcke, Natascha Bub als Simone Helmcke |           |                        |                    |                   |
| 99 | 4         | Entscheidungen         | 2. Mai 2007        | Thomas Nikel      |
| Nachdem die Fahrschülerin Chrissy soeben ihre Fahrprüfung bestanden hat und voller Freude einen Moment unachtsam ist, kommt es zu einem schweren Verkehrsunfall. Die Rettungsflieger werden alarmiert und müssen die junge Frau versorgen. Wenig später wird die Besatzung des Rettungshubschraubers in den Wald gerufen, wo es bei Baumfällarbeiten zu einem schweren Unfall gekommen ist. Der Waldarbeiter Tim, der gegen die Anweisungen seines Chefs gehandelt hat, macht sich nun große Vorwürfe. Kurze Zeit später führt der nächste Einsatz die Crew zu einer jungen Frau, die während der Fahrt in den Urlaub plötzlich starke Unterleibsschmerzen erleidet. Als Dr. Sabine Petersen eine Eileiterschwangerschaft diagnostiziert ist die Verwunderung groß. Gastdarsteller: Florentine Lahme als Jasmin, Peter Ketnath als Guido, Silvina Buchbauer als Juliane Dammeier, Henrike Richters als Chrissy, Heiko Pinkowski als Fahrlehrer, Joachim Lautenbach als Fahrprüfer, Georg Gess als Dr. Weiss, Ulrich Drewes als Steffen Liebermann, Joachim Kappl als Bruno Marquard, Fabian Witte als Tim Schmitz |           |                        |                    |                   |
| 100 | 5         | Vertrauensfragen       | 9. Mai 2007        | Wolfgang Dickmann |
| Eine Rentnerin montiert die Blumenkästen an ihrem Balkon, doch einer der Kästen fällt in die Tiefe auf den Kinderwagen des Nachbarehepaares. Während die Rentnerin glaubt das Baby getötet zu haben erleidet sie eine Herzinfarkt, der jedoch weder von ihrem Mann, der im Wohnzimmer schläft, noch jemand anderem bemerkt wird. Als die Rettungsflieger am Einsatzort eintreffen müssen sie schnell reagieren. Derweil bemerken zwei junge Mädchen, wie ein Mann versucht, Katzen in der Elbe zu ertränken. Als die beiden zu einer Rettungsaktion aufbrechen, kommt es zur Katastrophe: Eines der Mädchen wird bewusstlos und droht zu Ertrinken. Der nächste Einsatz wird verwunderlich: Eine junge Frau ist ohne erkennbaren Grund gegen einen Baum gefahren. Während die Polizei von einem Fahrfehler ausgeht, entdecken Jens Blank und Jan Wollcke einen großen Betrugsfall, denn die Werkstatt hat das Auto, welches gerade eben erst den TÜV erhalten hat, im Nachhinein mit billigen Teilen ausgestattet. Gastdarsteller: Erna Aretz als Gerda Kleine, Jochen Baumert als Anton Kleine, Valentin Zahn als Malitz, Tabea Pietrek als Lena, Georg Gess als Dr. Weiss, Jessica Rusch als Evi, Liza Bergmann als Nina, Sascha Schäfke als Leon, Oktay Khan als Achmed |           |                        |                    |                   |
| 101 | 6         | Für immer und ewig     | 16. Mai 2007       | Wolfgang Dickmann |
| Das Team der Rettungsflieger wird in eine Schule gerufen. Dort ist die Schülerin Svenja gegen eine Tür gelaufen und verletzt worden. Als die Crew wenig später auch noch zum verletzten Großvater des Mädchens gerufen wird, trifft sich letztendlich die gesamte Familie in der Klinik wieder. Derweil kommt es während einer Trauung zum Eklat: Mike Müller will die Hochzeit seiner Ex-Freundin Patricia Falkenstein verhindern, doch während der Liebeserklärung stürzt er metertief von der Kirchenbalustrade und wird schwer verletzt. Ein heikler Einsatz für die Retter aus der Luft, da sie den Patienten schnellstmöglich in eine Klinik bringen müssen. Währenddessen sind im Privaten des Teams Entscheidungen getroffen worden: Jan Wollcke und Madeleine Descartes habe sich für einen Hauskauf entschieden, jedoch verärgert die Crew den Verkäufer, indem sie mit dem SAR 71 mehrfach das Haus des alten Mannes überfliegt und ihn damit aus der Ruhe bringt, Sybille Liebermann zieht zu ihrem Onkel, was einen tränenreichen Abschied von Dr. Sabine Petersen bedeutet, und Homann lüftet das Geheimnis von Rettungsassistent Johannes von Storkow: Er hat geerbt. Gastdarsteller: Ursela Monn als Doris Wesendonk, Uwe Friedrichsen als Heinrich Wesendonk, Heidi Züger als Miriam Kaufmann, Enno Hesse als Mike Müller, Robert Kotulla als Gregor Claasen, Holger Dexne als Fabian Heine, Georg Gess als Dr. Weiss, Wolfgang Riehm als Herbert Falkenstein, Anna Bertheau als Patricia Falkenstein, Jens Scheiblich als Kurt Krautmüller, Barbara Prakopenka als Svenja Kaufmann |           |                        |                    |                   |
| 102 | 7         | Echte Freundschaft     | 23. Mai 2007       | Wolfgang Dickmann |
| Die Rettungsflieger werden zu einem Treppensturz gerufen. Doch das die Crew am Einsatzort ankommt können sie nichts mehr für den Mann tun, doch Dr. Sabine Petersen bekommt Zweifel an der Unfalltheorie und soll damit richtig liegen, denn die Frau des Toten verschweigt ein wichtiges Detail und versucht genauere Untersuchungen durch die Notärztin zu verhindern. Bei einem Umzug kommt es zu einem Unfall: Beim Transport der Waschmaschine wird die junge Maike verletzt. Das Team stellt einen schwierigen Fall fest, da die Beziehungen der jungen Leute untereinander sehr schwierig ist. Gastdarsteller: Edie Samland als Wibke Markmann, Atef Vogel als Torsten Arnold, Julia Schmidt als Cindy Zöllner, Miriam Mueller-Stahl als Doro Markmann, Georg Gess als Dr. Weiss, Marleen Lohse als Yvonne Schönfelder, Nina Machalz als Maike Brahms, Christian Blümel als Lars Weber, Herbert Tennigkeit als Gerwin Lammert, Vanida Karun als Valerie Soltau, Martin Klempnow als Daniel Völtz |           |                        |                    |                   |
| 103 | 8         | Klare Worte            | 30. Mai 2007       | Wolfgang Dickmann |
| Eine Clique Pubertierender möchte in einem kleinen Laden stehlen, doch dabei fällt auf einen Jungen ein Regal und er wird schwer verletzt. Die Ladenbesitzerin kann ein Mädchen festhalten, und die Rettungsflieger können es überzeugen, das Versteck des verletzten Jungen und seines Freundes zu verraten. Dort bietet sich ein schreckliches Bild: Während einer der Jungen ein Bauchtrauma erlitten hat, hat sich der andere mit Alkohol vollgepumpt und muss nun auch in die Klinik gebracht werden. Währenddessen ist der Straußenfarm-Besitzerin Kathrin Surkamp ein Strauß entlaufen, den sie nun mit ihrem Sohn einfangen will, doch der trifft mit dem Betäubungspfeil seine Mutter. Die Retter vom SAR 71 müssen schnell reagieren, denn wegen der hohen Dosis im Betäubungspfeil ist Eile geboten. Zur gleichen Zeit hat das Mädchen vom ersten Einsatz des Tages im Krankenhaus Tabletten gestohlen und sich damit in Lebensgefahr begeben. Die Rettungsflieger müssen zu einem Such- und Rettungseinsatz aufbrechen. Gastdarsteller: Brigitte Janner als Ladenbesitzerin, Irene Rindje als Kathrin Surkamp, Jona Mues als Leander Surkamp, Georg Gess als Dr. Weiss, Andreas Zaron als Phillip Orlein, Jennipher Antoni als Ella Orlein, Anna Fadda als Layla, Maximilian Alber als Lukas, Fabian Meier als Ronny, Matthias Simon als Laylas Vater |           |                        |                    |                   |
| 104 | 9         | Das Streben nach Glück | 13. Juni 2007      | Donald Kraemer    |
| Ein Geldtransporter verunglückt aufgrund eines Bienenstiches des Fahrers schwer. Die Bundeswehr-Rettungsflieger müssen gemeinsam mit der Feuerwehr die Personen aus dem Wagen befreien, was sich letztendlich schwieriger gestaltet als zunächst vermutet. Wenig später werden die Retter zu einem Tennisturnier gerufen. Bei dem Ausscheidungsspiel, um einen Platz in einem Internat zwischen den beiden Mädchen Steffi und Annika reagiert der Trainer der beiden Mädchen und Vater von Steffi über. Seine Tochter liegt im Rückstand und er versetzt das Wasser ihrer Konkurrentin mit Beruhigungsmitteln, doch dies bleibt nicht unbemerkt und hat strafrechtliche Folgen für den Trainer und Vater. Derweil kommt es zu einem Stromunfall im Haushalt, bei dem das Team in letzter Sekunde das Leben einer Frau retten kann. Gastdarsteller: Sven Waasner als Karl Fischer, Michael Trischan als Hans Sauter, Moritz Lindbergh als Herr Fürst, Catharina Fleckenstein als Gerrit Seitz, Uwe Serafin als Herr Seitz, Matthias Bullach als Dr. Kamp, Pheline Roggan als Karin Fischer, Louisa Rademacher als Steffi Fürst, Martha Kunicki als Annika |           |                        |                    |                   |
| 105 | 10        | Kabale und Liebe       | 20. Juni 2007      | Donald Kraemer    |
| Bei einer Diskussion zwischen zwei Studenten explodiert ein Schnellkochtopf, was einen Einsatz für die Rettungsflieger vom Bundeswehrgeschwader nach sich zieht, doch dieser wird komplizierter als vermutet, da auch noch ein Papagei die Arbeit der Crew stört. Derweil kommt es zu einem folgenschweren Missverständnis zwischen einem liierten Lehrerpaar, bei dem der Mann plötzlich auf der Treppe stürzt und schwer verletzt wird. Die Rettungsflieger müssen ihn schnell in eine Spezialklinik fliegen. Der nächste Einsatz führt die Rettungsflieger zu einer verunglückten Reiterin: Die Schwestern Jana und Suse reiten im Geistermoor, in welchem kürzlich ein Mord geschah als plötzlich Schüsse fallen und eines der Mädchen vom Pferd abgeworfen wird. Gastdarsteller: Valerie Niehaus als Sarah Liebermann, Holger Hauer als Götz Reinke, Knud Riepen als Thorsten Schneider, Kai Albrecht als Leo Fischer, Matthias Bullach als Dr. Kamp, Dirk Mierau als Dr. Hüttmann, Svenja Klatt als Jana Steinfels, Carolin Klatt als Suse Steinfels, Katja Hoffmann als Eva Steinfels, Alexander Wüst als Andreas von der Beeck |           |                        |                    |                   |
| 106 | 11        | Neuanfänge             | 27. Juni 2007      | Donald Kraemer    |
| Die Ehefrau des gut aussehenden Christian ist kürzlich verstorben. Doch während der noch trauert versucht seine Tochter ihren Vater erneut zu verkuppeln, was zu einigen Missverständnissen und einem Autounfall führt. Die Rettungsflieger müssen den Einsatz übernehmen und sich dabei auch mit einem Zickenkrieg auseinandersetzen. Wenig später werden die Retter zu einem Sportunfall gerufen: Der Kickboxer Timo ist bei einem Kampf mit seinem Sparringspartner zusammengebrochen und benötigt nun ärztliche Versorgung. Währenddessen muss Jan Wollcke seinem Kollegen Johannes von Storkow den Freundschaftskredit für das Haus eher als erwartet zurückzahlen, da dieser mit riskanten Geldgeschäften sein Erspartes verzockt hat und nun selber Geld benötigt. Als der Stabsfeldwebel dafür sogar sein Auto verkaufen muss herrscht dicke Luft im Team und als Wollcke auch noch zusehen muss, wie sich Homann mit dem Käufer einigt und sich anscheinend betrügen lässt, dreht der Bordtechniker fast durch, jedoch ist Homann schlauer als gedacht. Gastdarsteller: Simon Böer als Christian Baumann, Suzanne Kockat als Bettina, Annalena Duken als Patsy, Fabian Kondziolka als Andy, Claudius Zimmermann als Werner Völz, Marisa Leonie Bach als Sarah, Sandra S. Leonhard als Nicole Bruhn, Joshy Peters als Rainer, Vladimir Pavic als Karol, Isabella Ginoccio als Sophia Baumann |           |                        |                    |                   |
| 107 | 12        | Lust auf Leben         | 4. Juli 2007       | Donald Kraemer    |
| Die Rettungsflieger werden zu einem tragischen Selbstmordversuch gerufen: Die junge ehemalige Leistungssportlerin Rebecca Eggers hat versucht, sich das Leben zu nehmen. Die Crew rätselt über die Gründe, da auch etwas die Beziehung zwischen der Frau und ihrem Ehemann Sebastian Eggers zu belasten scheint. Als die Rettungsflieger wenig später Kai, den Bruder von Sebastian, der sich bei Heimwerkerarbeiten verletzt hat, in die Klinik fliegen müssen und kurze Zeit später bei der Verletzten Henrietta Hufner auf Sebastian Eggers treffen, scheint Licht in das Dunkel zu kommen. Gastdarsteller: Kathrin Spielvogel als Rebecca Eggers, Nicque Derenbach als Henrietta Hufner, Thomas Schmuckert als Sebastian Eggers, Prodromos Antoniadis als Kai Eggers |           |                        |                    |                   |
| 108 | 13        | Schöne Aussichten      | 11. Juli 2007      | Donald Kraemer    |
| Auf dem Heiligengeistfeldbunker sprüht der verliebte Jan Büttner eine Liebesbotschaft für seine Freundin, doch dabei verunglückt er und muss vom Team der Rettungsflieger gerettet werden. Der nächste Einsatz führt die Retter in den Hafen: Dort hat sich der eigentlich kranke Wolf Brüggemann zur Arbeit geschleppt und einen Unfall verursacht, bei dem ein Kollege verletzt wurde, der nun in das Bundeswehrkrankenhaus geflogen werden muss. Als das Team wenig später auch Wolf Brüggemann retten und in dasselbe Krankenhaus fliegen muss, ist der endlich bereit sich untersuchen zu lassen, was er auf Grund der Sorge um seinen Arbeitsplatz bis zuletzt vermeiden wollte. Derweil kommt es zu einer Katastrophe im St. Pauli-Elbtunnel. Drei Jugendlicher wollen Böller zünden, doch da diese nicht explodieren versucht der 12-jährige Hannes seiner Angebeteten Nadine zu imponieren und greift nach dem Böller, welcher in diesem Moment explodiert. Die Rettungsflieger müssen den Jungen in das Berufsgenossenschaftliches Unfallkrankenhaus Hamburg fliegen. Währenddessen hat sich Dr. Sabine Petersen erneut von Oberst Ralph Brandt getrennt, der daraufhin das Werben um die Notärztin aufgibt und Jens Blank den Sieg um das Herz der Ärztin zugesteht, doch diese reagiert auf einen Annäherungsversuch anders als vermutet, da sie auch von Blank zunächst abgewiesen wurde. Als die beiden Rettungsflieger glauben niemals zueinander zu finden erkennt Jens Blank seine wahre Liebe und fasst sich auf der Haus-Einweihungsparty von Bordtechniker Jan Wollcke und Madeleine Descartes, welche von Johannes von Storkow mittels der Organisation von Verpflegung gerettet werden muss, ein Herz und will seiner Kollegin endlich seine Liebe gestehen, doch diese weicht zunächst aus. Während sich Jan Wollcke und Johannes von Storkow, die wegen des zurückgeforderten Kredites Streit hatten, versöhnen kommen sich Pilot Jens Blank und Notärztin Dr. Sabine Petersen immer näher: Letztendlich küssen sich die beiden. Gastdarsteller: Hansi Jochmann als Christa Brüggemann, Luise Bähr als Anne Grewe, Uwe Rohde als Wolf Brüggemann, Mathis Landwehr als Jan Büttner |           |                        |                    |                   |

## DVD-Veröffentlichung
Die DVD mit den Episoden der elften Staffel erschien am 14. Mai 2010.
Eine DVD-Box mit allen elf Staffeln der Rettungsflieger und dem Pilotfilm Vier Freunde im Einsatz erschien am 24. August 2012.